# Alfred Steinhart
Alfred Steinhart (* 8. Mai 1923 in Riedlingen; † 20. April 2015 in Konstanz) war ein deutscher Elektroingenieur sowie Wirtschafts- und Sozialwissenschaftler.

## Leben
Alfred Steinhart wurde nach seinem Abitur 1942 zum Kriegsdienst verpflichtet. Nach US-amerikanischer Kriegsgefangenschaft studierte er ab 1946 Elektrotechnik an der Technischen Hochschule Stuttgart und wurde 1956 mit einer Arbeit in der Industrie an der Technischen Hochschule Darmstadt in den Wirtschaftswissenschaften zum Dr. rer. pol. promoviert. Er lehrte seit 1958 am Staatstechnikum Konstanz die Fachgebiete Betriebswirtschaft und Elektrotechnik. Er war beteiligt an der Überführung in eine landeseigene Trägerschaft als Staatliche Ingenieurschule Konstanz und 1971 in die Fachhochschule Konstanz. 

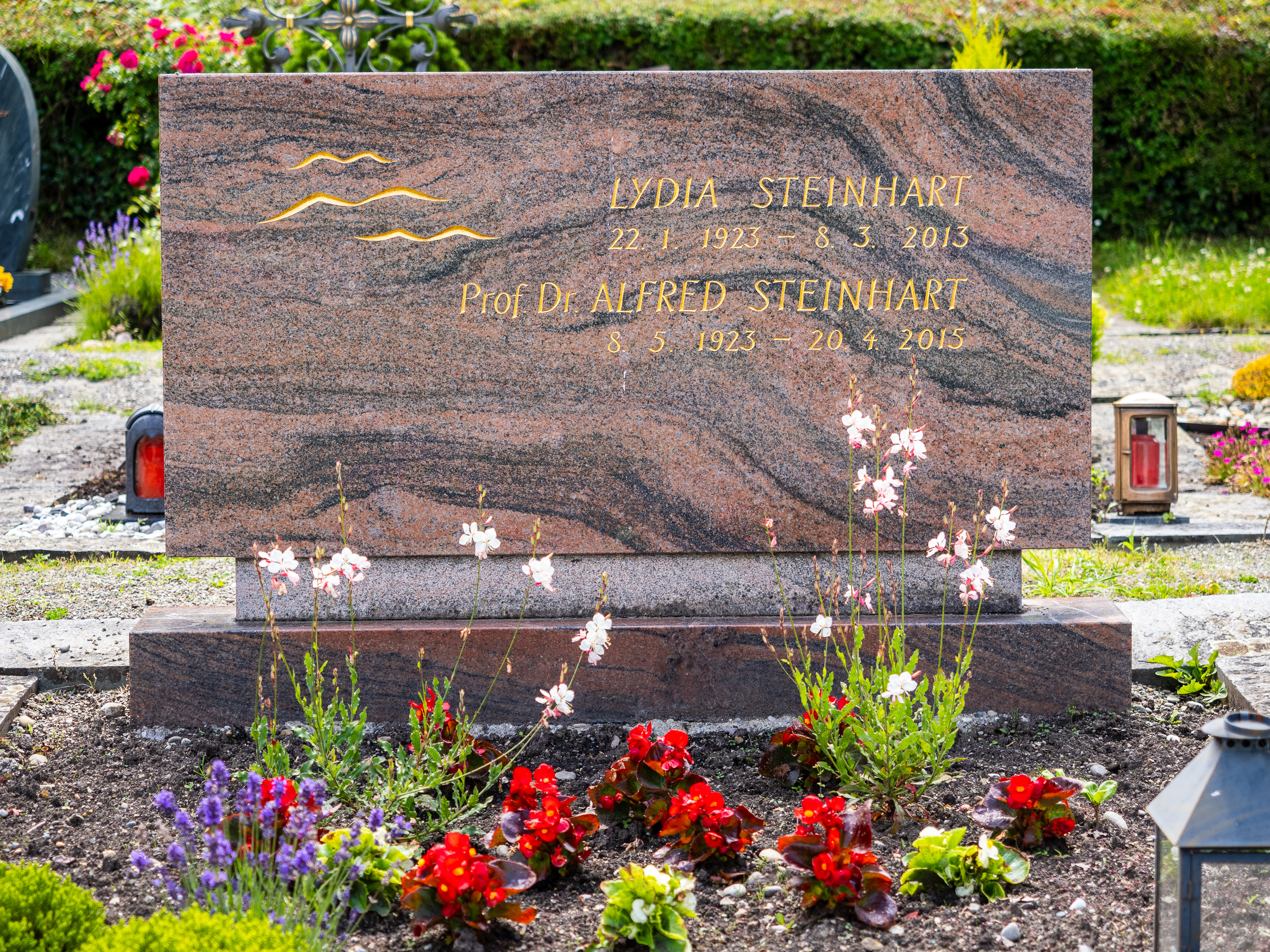
Grab in Konstanz-Dingelsdorf

1969 erfolgte die Ernennung zum Professor; er baute den Fachbereich Sozialwissenschaften auf und war dessen Dekan von 1971 bis 1979. Von 1980 bis zu seiner Pensionierung 1986 war er Prorektor der neugeordneten Fachhochschule Konstanz. Als Ruheständler wirkte er langjährig in der Betreuung der Alumni und der HTWG-Senior-Dozenten. Er war 2012 der erste, der sich in das Goldene Buch der Konstanzer Hochschule eintrug.
Steinhart engagierte sich fast 20 Jahre lang in der Kommunalpolitik. Er war Mitglied des Gemeinderates und nach der Eingemeindung von Dingelsdorf nach Konstanz im Ortschaftsrat Dingelsdorf. Zudem war er als ehrenamtlicher Richter beim Landgericht Konstanz engagiert. Er war Mitglied des Verein Deutscher Ingenieure (VDI).